# 官横公路
官横公路（又称「县道533線」、「X533線」、“新中公路”）是中國廣東省的一條公路，這條公路經過新会和中山，起點為三江官田，與古港公路連接，終點為中山横栏西涌，連接勒金公路，全長27.034公里。